# Ratzeburger Kleinbahn
| Höhen- u. Lageplan (1902) |                      |                     |                     |
| Streckenlänge: | 18,3 km              |                     |                     |
| Spurweite: | 1435 mm (Normalspur) |                     |                     |
| |                      |                     |                     |
| \| \| \| von Büchen \| \| \| \| 0,0 \| Ratzeburg Land \| Ratzeburg Land \| \| \| \| nach Lübeck \| \| \| \| 2,0 \| St. Georgsberg \| St. Georgsberg \| \| \| \| Ratzeburger See \| \| \| \| 2,7 \| Ratzeburg Stadt \| Ratzeburg Stadt \| \| \| \| Küchensee \| \| \| \| 5,2 \| Dermin \| Dermin \| \| \| \| zum Schaalseekanal \| \| \| \| 6,6 \| Ziethen \| Ziethen \| \| \| 10,5 \| Chausseehaus Mustin \| Chausseehaus Mustin \| \| \| 11,8 \| Mustin \| Mustin \| \| \| 15,4 \| Groß Thurow \| Groß Thurow \| \| \| 18,3 \| Klein Thurow \| Klein Thurow \| |                      |                     |                     |
| Strecke |                      | von Büchen          | von Büchen          |
| Bahnhof | 0,0                  | Ratzeburg Land      | Ratzeburg Land      |
| Abzweig ehemals geradeaus und nach links |                      | nach Lübeck         | nach Lübeck         |
| Haltepunkt / Haltestelle (Strecke außer Betrieb) | 2,0                  | St. Georgsberg      | St. Georgsberg      |
| Brücke über Wasserlauf (Strecke außer Betrieb) |                      | Ratzeburger See     | Ratzeburger See     |
| Bahnhof (Strecke außer Betrieb) | 2,7                  | Ratzeburg Stadt     | Ratzeburg Stadt     |
| Brücke über Wasserlauf (Strecke außer Betrieb) |                      | Küchensee           | Küchensee           |
| Bahnhof (Strecke außer Betrieb) | 5,2                  | Dermin              | Dermin              |
| Abzweig geradeaus und nach rechts (Strecke außer Betrieb) |                      | zum Schaalseekanal  | zum Schaalseekanal  |
| Bahnhof (Strecke außer Betrieb) | 6,6                  | Ziethen             | Ziethen             |
| Haltepunkt / Haltestelle (Strecke außer Betrieb) | 10,5                 | Chausseehaus Mustin | Chausseehaus Mustin |
| Bahnhof (Strecke außer Betrieb) | 11,8                 | Mustin              | Mustin              |
| Bahnhof (Strecke außer Betrieb) | 15,4                 | Groß Thurow         | Groß Thurow         |
| Kopfbahnhof Streckenende (Strecke außer Betrieb) | 18,3                 | Klein Thurow        | Klein Thurow        |

Die Ratzeburger Kleinbahn AG wurde am 7. Januar 1903 vom preußischen Staat, dem Kreis Herzogtum Lauenburg, dem Lauenburgischen Landeskommunalverband und der Stadt Ratzeburg gegründet. Sie betrieb die Bahnstrecke Ratzeburg (Land)–Klein Thurow mit der Zweigstrecke Dermin–Schaalseekanal-Hafen.

## Geschichte

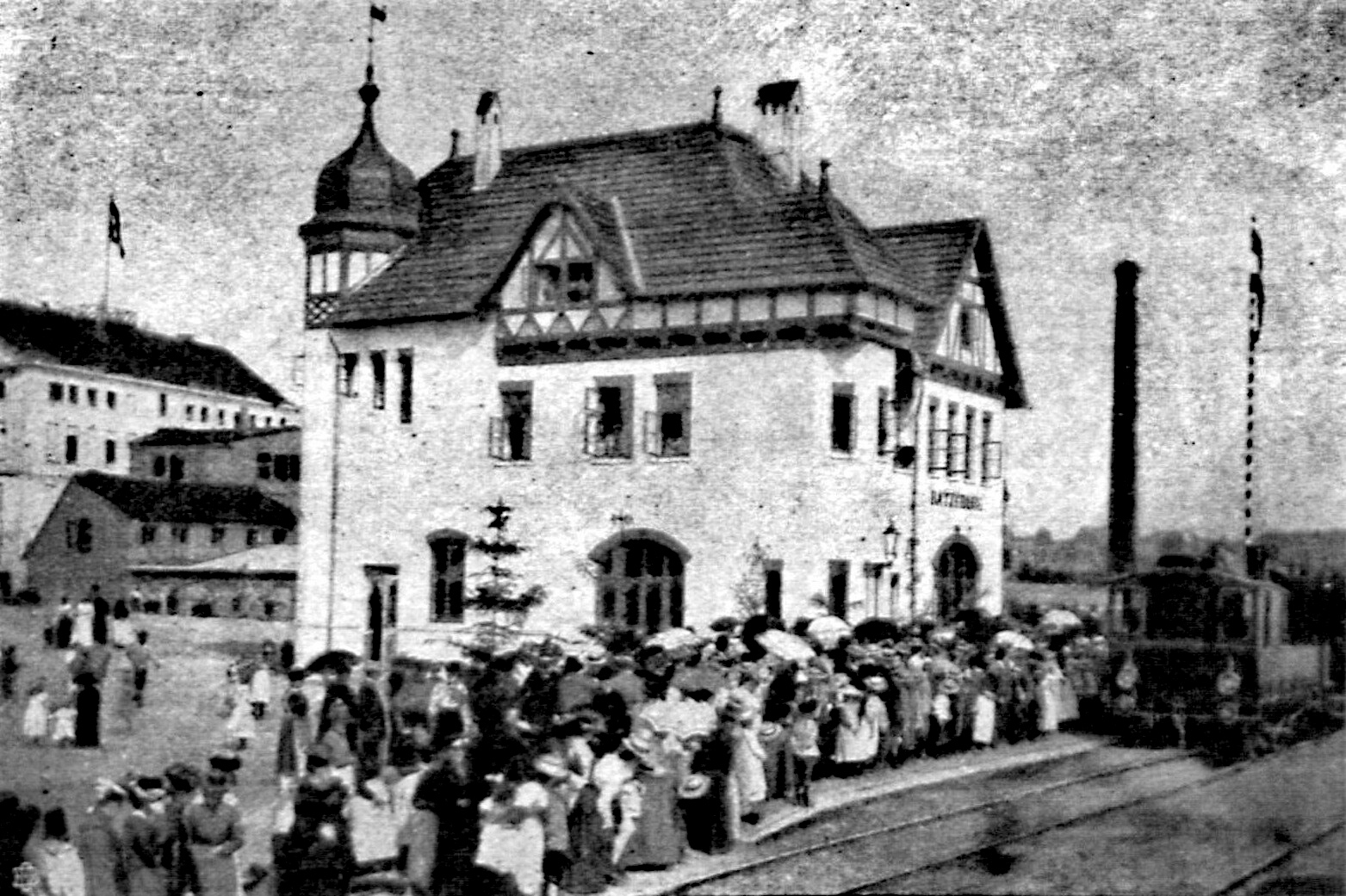
Ankunft des ersten Zuges

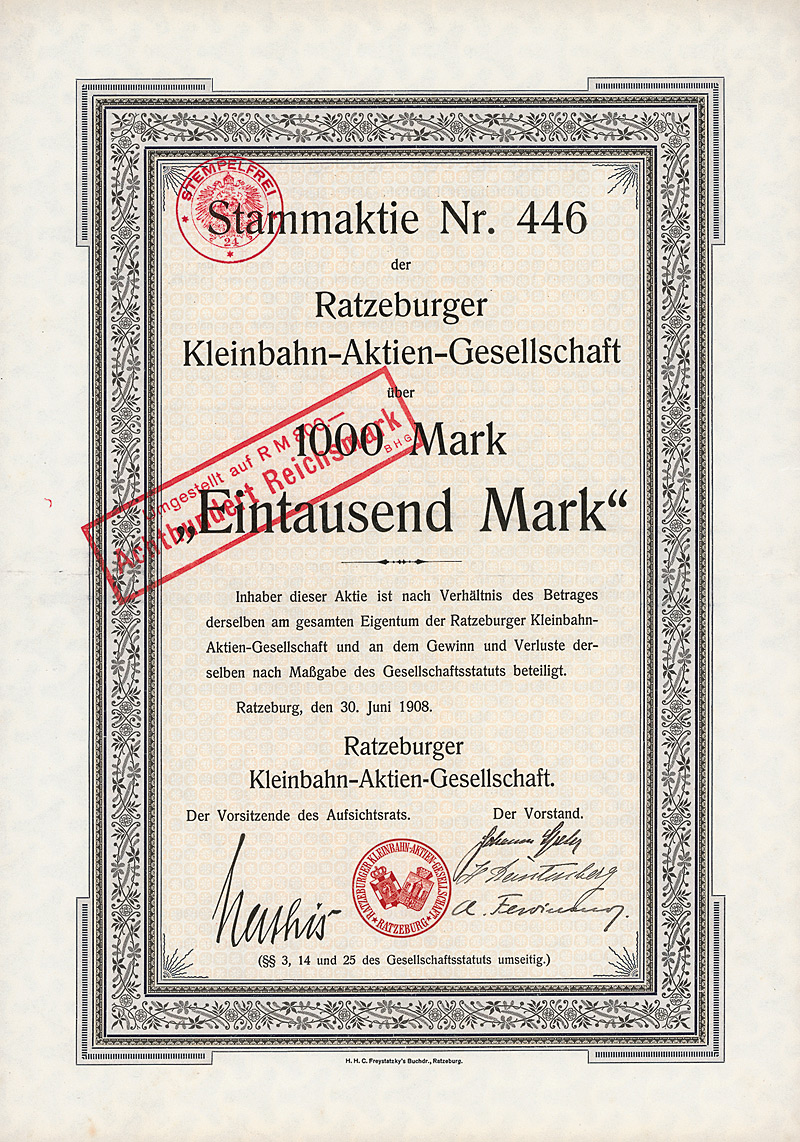
Aktie über 1000 Mark der Ratzeburger Kleinbahn-AG vom 30. Juni 1908

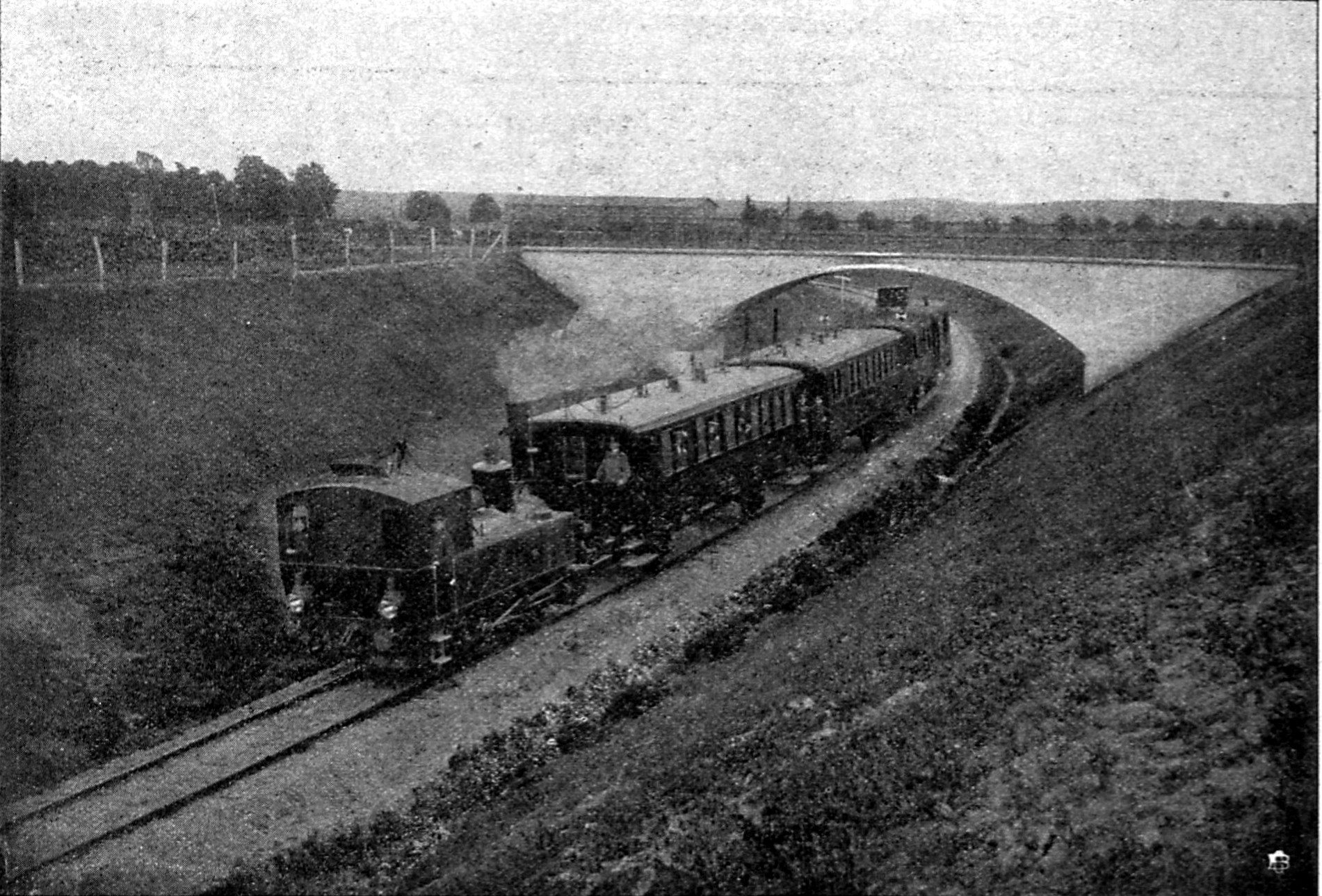
Kleinbahnzug unter der Wegüberführung

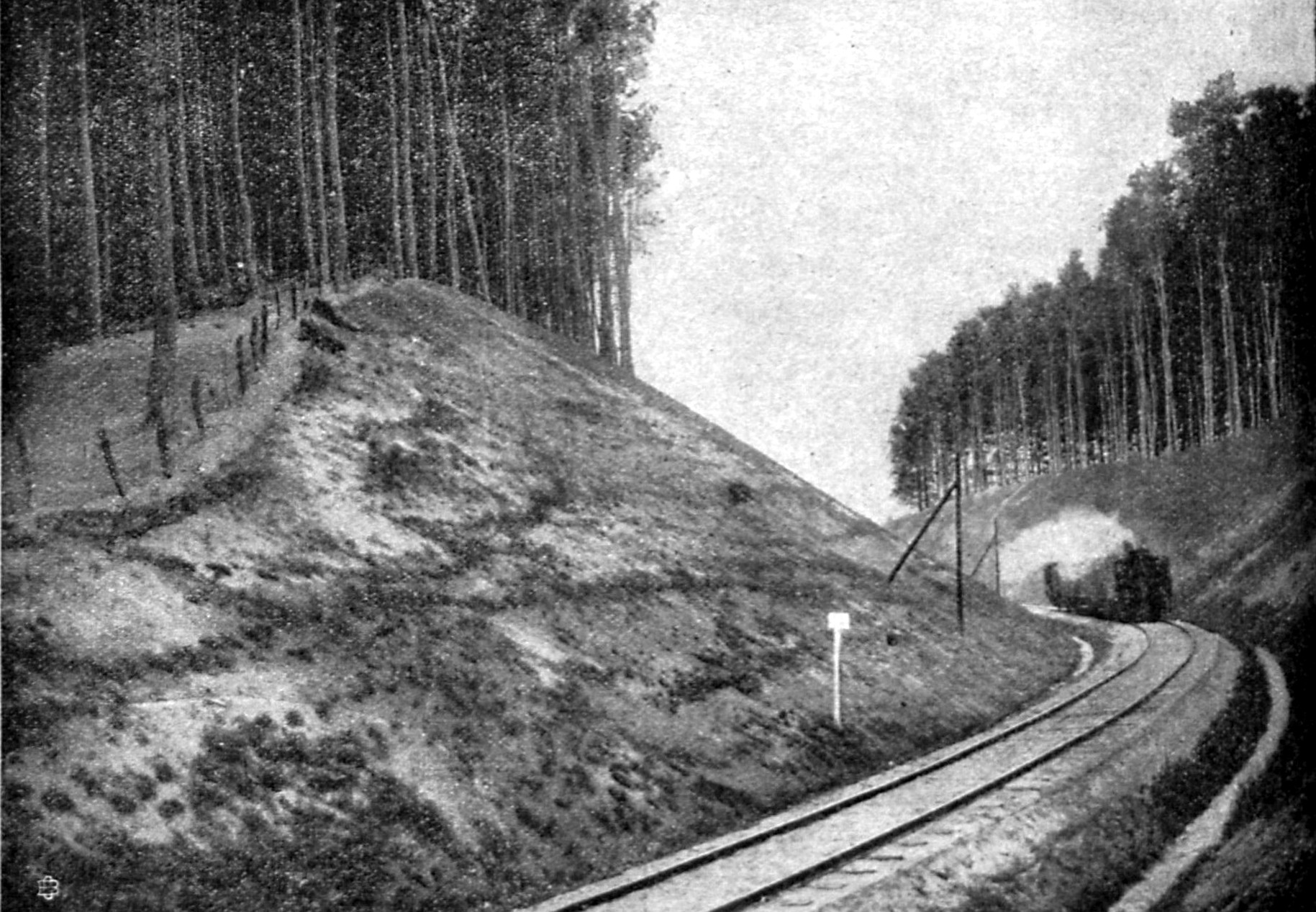
Zug im Fuchsholz

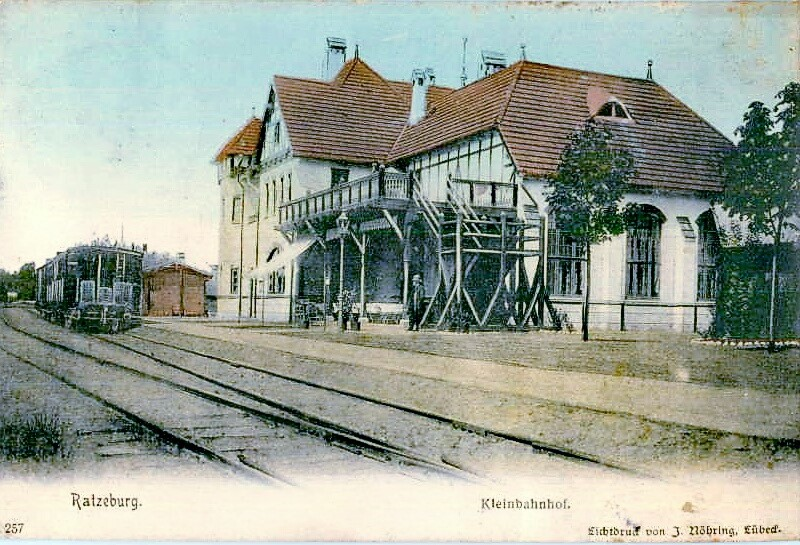
Bahnhof vom Seeufer aus

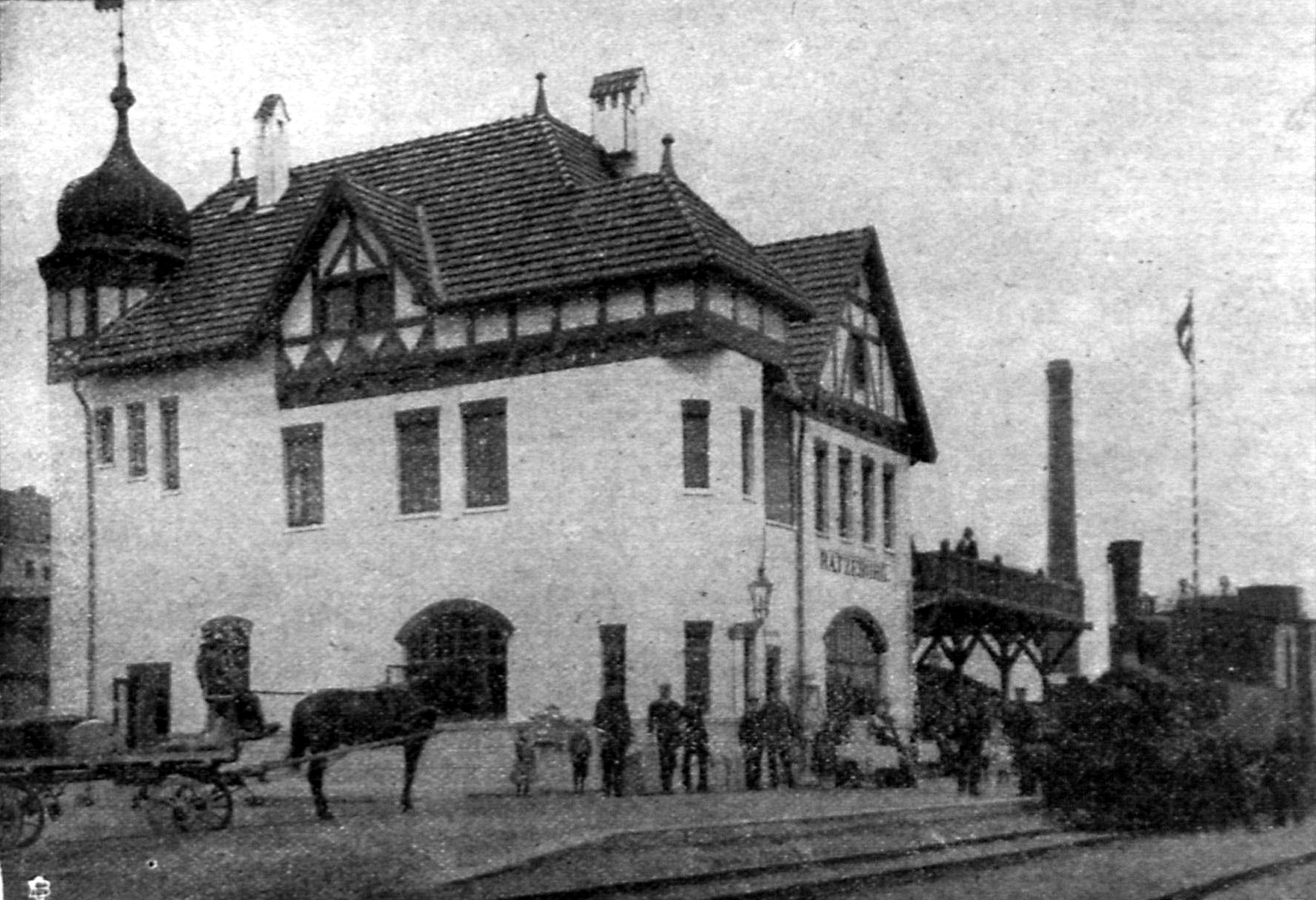
Bahnhof nach Vollendung der Anbauten

Mit großem Missfallen nahm die Bevölkerung Ratzeburgs die Eröffnung der Strecke Lübeck–Büchen über 50 Jahre zuvor auf, da der Ratzeburger Bahnhof gut drei Kilometer vom Mittelpunkt der Stadt entfernt lag, was etwa einem halbstündigen Weg entsprach. Die Hoffnung, dass die Lübeck-Büchener Eisenbahn eine Zweigstrecke in die Stadt bauen würde, erwies sich als trügerisch.
Erst dann gelang es der Stadt, eine Kleinbahn-Bau-Gesellschaft namens Lenz & Co. für das Vorhaben zu gewinnen. Sie hatte schon an vielen Orten Kleinbahnen gebaut und in Betrieb genommen. Anfang 1902 begann der Bau der vom Bahnkörper der Hagenow-Oldesloer Bahn abzweigenden Strecke.
Der Bahn hatte zu jener Zeit schon durch einen starken Touristenverkehr ihre Rentabilität gesichert und man rechnete mit einer Anschlussverbindung in Gadebusch an die Reichsbahnstrecke Schwerin–Rehna. Diese kam allerdings nie zustande.
Die Ratzeburger Kleinbahn AG eröffnete am 27. Juni 1903 eine drei Kilometer lange normalspurige Strecke vom Staatsbahnhof Ratzeburg (Land) zur Stadt Ratzeburg. Diese war auf einem Damm durch den Ratzeburger See angelegt worden. Für ihre Fertigstellung war die Betriebsabteilung Altona mit Regierungsbaumeister Frank an ihrer Spitze und darunter die Bahnverwaltung der Ratzeburger Kleinbahn, die dem Bahnverwalter v. Marth unterstand, zuständig.
Nach dem Überschreiten der Gleise der Hagenow-Oldesloer Bahn gelangte man zur Kleinbahn.
Auf dem etwa achtminütigen Weg zum Stadtbahnhof kam nach der ersten Kurve die Wegüberführung nach Einhaus, dann durchfuhr der Zug die auf der Domäne der Gemeinde Neu-Vorwerk gelegene Waldschlucht des Fuchsholzes, um im Anschluss bei einem Gefälle bis zu 1/45 zum See hinabzufahren. Nach einem kurzen Halt in St. Georgsberg, heute ein Stadtteil Ratzeburgs, überquerte der Zug auf dem Weg nach Ratzeburg den Damm und trat über die Demolierung an den Uferrand des Küchensees, um schließlich unterhalb des Grundstücks der Aktienbrauerei den Stadtbahnhof zu erreichen. Nahe dem Bahnhof befand sich ein Landungssteg, von wo aus regelmäßig verkehrende Motorboote nach Waldesruh, Farchau, dem Weinberg oder dem Schützenhof abfuhren.
Im ersten vollen Betriebsmonat der Kleinbahn beförderte sie 10989 Personen und mit 150 Waggonladungen insgesamt 1.500.000 Kilo. Die Einnahmen überschritten somit die im Voranschlag prognostizierten Summen erheblich.
Im März 1906 wurde mit den Bauarbeiten für eine 16 Kilometer lange Verlängerung von Ratzeburg Stadt über Ziethen und Mustin bis nach Klein Thurow begonnen, dem damals östlichsten Ort im Kreis Herzogtum Lauenburg, der seit 1945 in Mecklenburg liegt. Um vom Stadtbahnhof die Bahnstrecke in südlicher Richtung weiterführen zu können, wurde ein mehrere hundert Meter langer Damm mitten im Küchensee aufgeschüttet, der auch heute noch vorhanden ist und das Gewässer seitdem in den Großen und den Kleinen Küchensee aufteilt; er heißt auch bis heute noch „Kleinbahndamm“. Am 30. Juni 1908 konnte die Strecke feierlich eröffnet werden. Im Jahre 1910 kam noch eine Zweigbahn von Dermin zum Schaalsee-Kanalhafen hinzu, die knapp drei Kilometer lang war und anfangs nur dem Güterverkehr diente. Im Reichskursbuch 1927 sind jedoch auch drei Personenzugpaare verzeichnet. Zwischen Stadt und Staatsbahnhof verkehrten damals insgesamt elf Zugpaare.
Betriebsführerin dieser insgesamt 21 Kilometer langen Kleinbahn, die bei Ziethen vier Kilometer durch das Land Mecklenburg-Strelitz fuhr, war die Betriebsabteilung Altona der Firma Lenz & Co. aus Berlin. Ihr standen drei Dampflokomotiven, sechs Personen-, zwei Pack- und achtzehn Güterwagen zur Verfügung.
Der Verkehrsrückgang am Ende der 1920er Jahre führte ab dem 8. Oktober 1933 zur Umstellung des Personenverkehrs auf Omnibusse. Seit dem 11. März 1935 betrieb die Ratzeburger Kraftverkehrs-GmbH, an der die Stadt Ratzeburg und der Kreis Herzogtum Lauenburg beteiligt waren, mit vier Kraftomnibussen eine Stadtlinie vom Reichsbahnhof zur Stadt und eine weitere von Ratzeburg nach Gadebusch in Mecklenburg. Der Güterverkehr auf der Schiene wurde noch bis zum 31. März 1934 weiter betrieben. Dann löste sich die Gesellschaft auf; die Kleinbahn wurde komplett abgetragen.
Im ehemaligen Empfangsgebäude des Bahnhofs Ratzeburg Stadt befinden sich heute eine Gastwirtschaft und Büros.

Küchensee (2019/20)
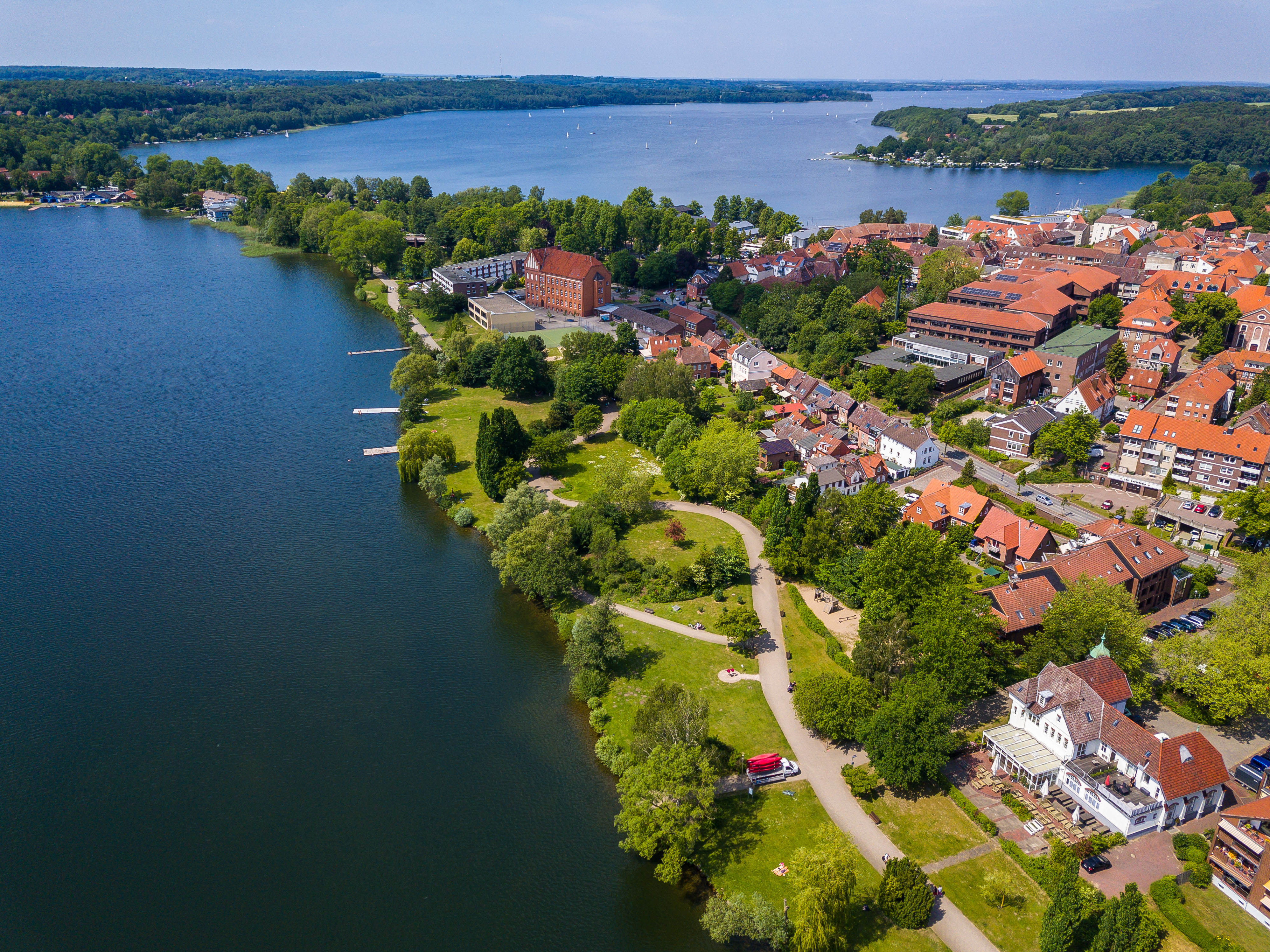
Kleinbahnverlauf mit der vom Bahnhof rechts unten ausgehenden einstigen Trasse auf der heutigen Grünanlage
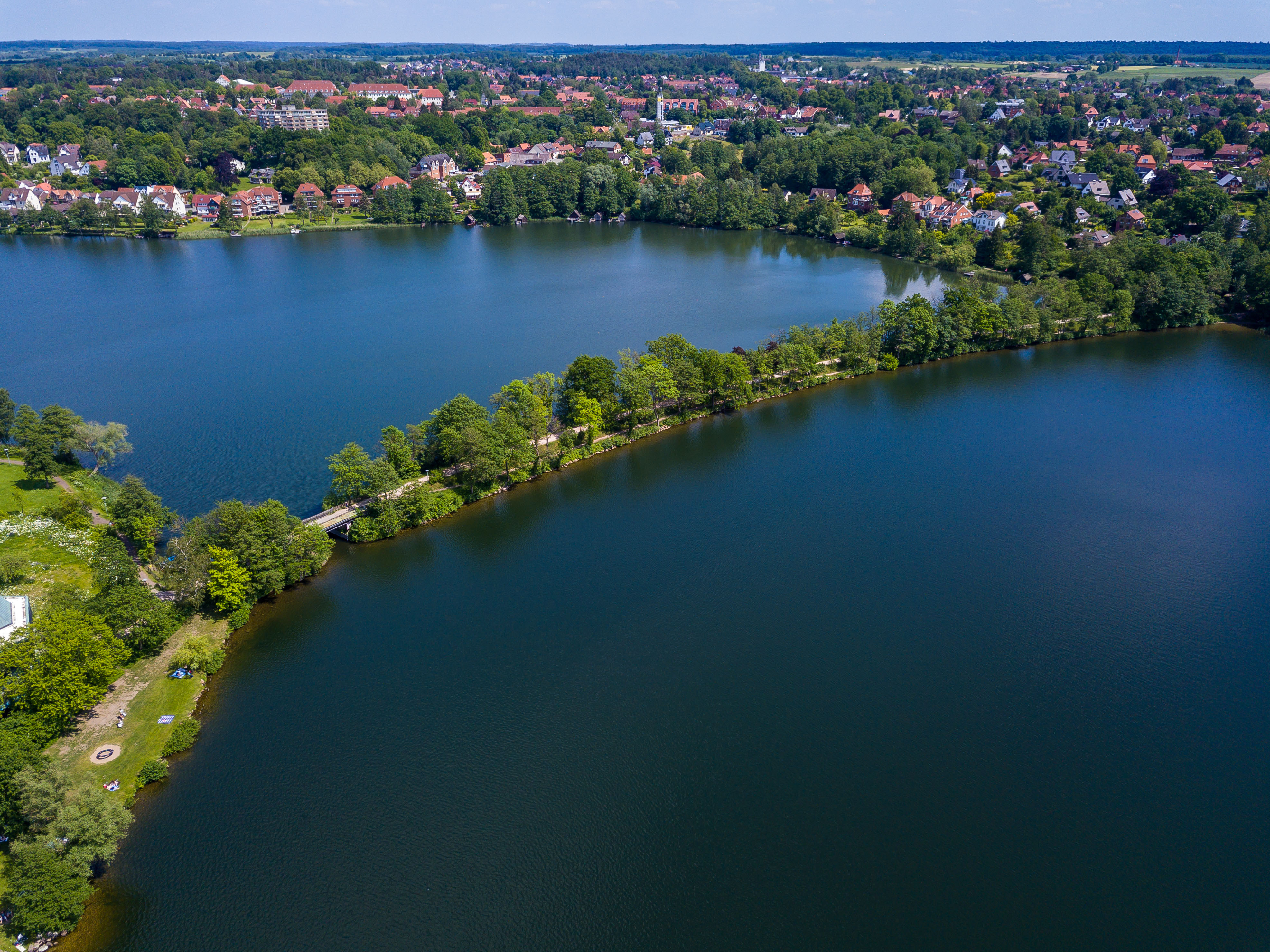
Kleinbahndamm durch den Küchensee
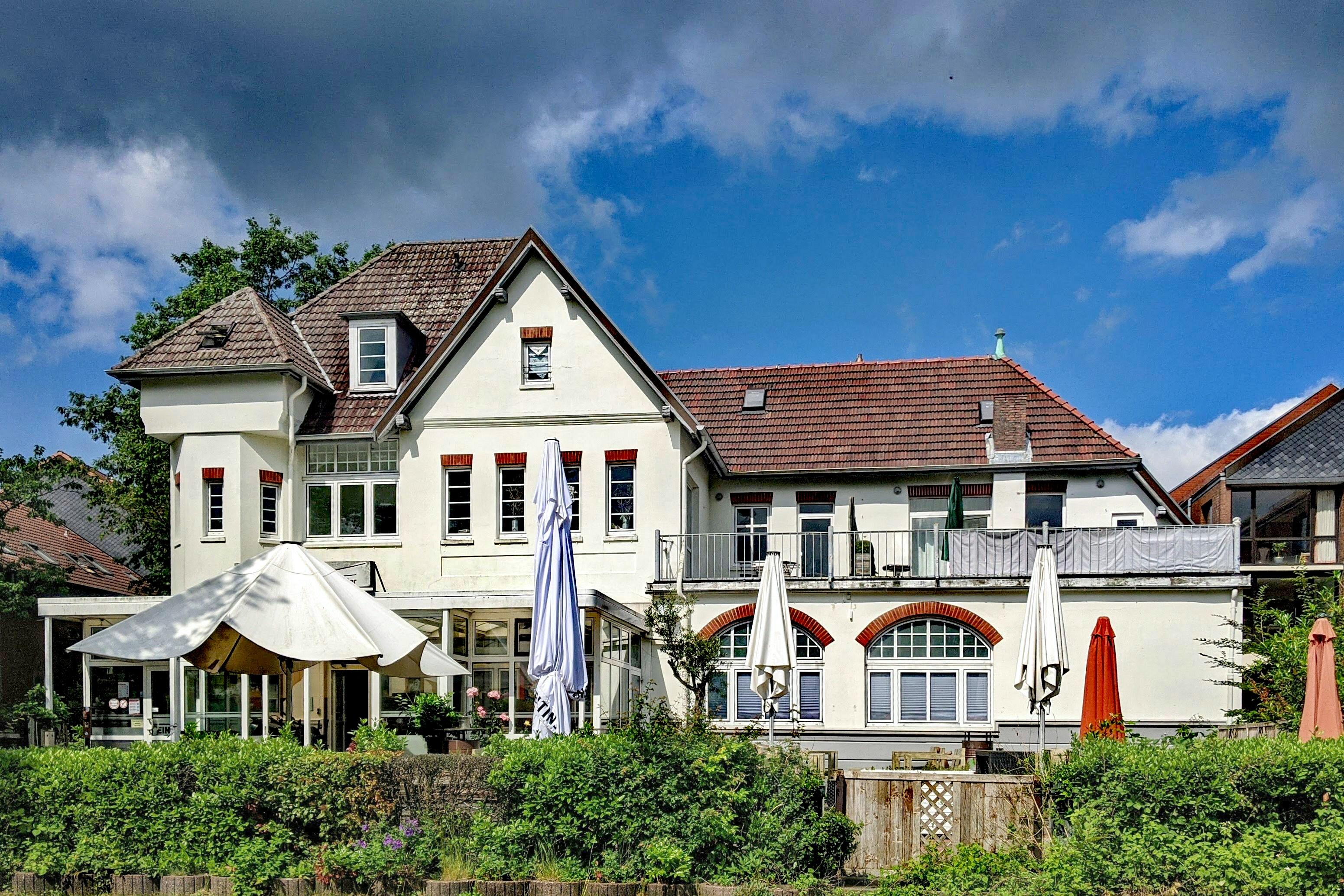
Ehemaliger Stadtbahnhof 2020, Ansicht von der ehemaligen Gleisseite/Seeseite